# Ursula 1000
Alex Gimeno, nome di battesimo di Ursula 1000 (...), è un musicista e disc jockey statunitense.
Stilisticamente simile ad artisti quali i Pizzicato Five e Dimitri from Paris, Ursula 1000 ha puntato in direzione di una musica molto giocosa che fonde easy listening, exotica elettronica, bossa nova, drum and bass e soul jazz, dal quale riprende le linee di basso. Con il passare del tempo, ha reso il suo repertorio sempre più ballabile. Ursula 1000 è stato definito dalla rivista CMJ "il prototipo del DJ da festa chic".
Cresciuto a Miami, ha avuto un primo trascorso musicale nei 23 suonando la batteria prima di trasferirsi a New York. Qui venne scritturato dall'etichetta ESL Recordings dei Thievery Corporation per la quale incise il primo apprezzato album The Now Sound Of Ursula 1000 (1998).

## Discografia
- 1998 - The Now Sound Of Ursula 1000
- 2000 - All Systems Are Go Go
- 2002 - Kinda' Kinky
- 2004 - Ursadelica
- 2005 - Here Comes Tomorrow
- 2007 - Undressed... Remixed
- 2009 - Mystics
- 2011 - Mondo Beyondo
- 2015 - Voyeur